# Esdoornfranjekelkje
Het esdoornfranjekelkje (Lachnum rhytismatis) is een schimmel behorend tot de familie Lachnaceae. Het groeit saprotroof op bladeren van esdoorn (Acer), ook op stromata van Rhytisma acerinum en op blad van Eik (Quercus).

## Kenmerken
De apothecia hebben een diameter van 0,2 mm. De kleur is wit. De ascosporen meten 1-2 x 4-5 µm.

## Verspreiding
In Nederland komt het esdoornfranjekelkje zeldzaam voor. Het staat niet op de rode lijst en is niet bedreigd.